# Sajómercse
Sajómercse is een plaats (község) en gemeente in het Hongaarse comitaat Borsod-Abaúj-Zemplén. Sajómercse telt 276 inwoners (2001).